# Andreas Weimann
Andreas Weimann (pronunție în germană [vaɪman]; n. 5 august 1991) este un fotbalist profesionist austriac care joacă pe postul de atacant sau de extrema pentru Bristol City și echipa națională a Austriei. A jucat pentru Watford în timpul a două împrumuturi din 2011. Weimann a semnat cu Aston Villa la vârstă de șaisprezece ani de la Rapid Vienna și a jucat în peste 100 de meciuri în Premier League înainte de transferul său la Derby County. A fost împrumutat la Wolves în ianuarie 2017, după care a ajuns la Bristol City în iulie 2018.

## Cariera pe echipe

### Rapid Viena
Născut la Viena, Weimann și-a început cariera la clubul din orașul său natal FC Stadlau, înainte de a ajunge la Rapid Viena la vârsta de treisprezece ani. A rămas acolo timp de trei ani, după care a fi semnat cu clubul de Premier League Aston Villa, semnând pentru clubul englez alături de colegul său austriac Dominik Hofbauer (acum la SKN St. Pölten). A declarat de fiecare dată de atunci că încă o mai susține pe Rapid Viena.

### Aston Villa

#### Primii ani
Weimann a jucat pentru echipă în cadrul Cupei Păcii din 2009 împotriva lui Juventus, Atlante și FC Porto. Atacantul a fost un jucător important pentru echipa de rezervă a lui Aston Villa, în special în sezonul 2009-2010, în care a umplut locul lăsat gol de Nathan Delfouneso, terminând  sezonul drept cel mai bun marcator al Ligii Rezervelor de Sud, cu nouă goluri.
În urma unei impresii impresii bune lăsate la echipa de rezervă, Weimann a semnat prelungirea contractului până în iunie 2012.
La 8 mai 2010, Weimann a fost numit în lotul provizoriu pentru ultimul meci din sezon împotriva lui Blackburn Rovers după ce l-a impresionat pe antrenorul Martin O'Neill în timpul finalei echipei de rezerve împotriva lui Manchester United. Cu toate acestea, el nu a fost printre cei 18 jucători trecuți pe foaia de joc pentru acel meci.
La 16 mai 2010, Weimann a făcut parte din echipa lui Aston Villa care a câștigat turneul Hong Kong Soccer Sevens. Punctul culminant al performanțelor sale din timpul Cupei a fost un hat-trick înscris împotriva lui Yau Yee League Select din Hong Kong.
La 27 iulie 2010, Weimann a marcat două goluri pentru Aston Villa într-un meci amical cu Walsall. În luna următoare, pe 6 august, Weimann a fost pe bancă și a intrat pe teren pentru prima echipă într-un meci amical cu Valencia.
La 14 august 2010, Weimann și-a făcut debutul în campionat pentru Aston Villa, înlocuindu-l pe Ashley Young în minutul 86 împotriva lui West Ham United. Antrenorul lui Villa, Kevin MacDonald, l-a numit pe Weimann în lotul de 20 de jucători care au făcut deplasarea în Austria pentru confruntarea cu fostul său club Rapid Viena în UEFA Europa League la 19 august 2010; A intrat în locul lui Marc Albrighton în minutul 79, accidentându-se peste doar trei minute. El a rămas pe tușă până în ianuarie 2011, când a revenit la lot.

#### Împrumuturile la Watford
La 19 ianuarie 2011, Weimann a semnat cu Watford un contract de împrumut pentru restul sezonului 2010-2011. El a debutat pentru Watford în înfrângerea din Cupa Angliei cu Brighton & Hove Albion. Apoi a debutat în campionat cu Crystal Palace acasă pe 1 februarie 2011 și a marcat primul gol pentru noua sa echipă în acel meci. Weimann a continuat să joace pentru rezervele lui Aston Villa în timpul perioadei de împrumut de la Watford, deoarece a fost împrumutat ca tineret. Această formă de împrumut permite jucătorilor să continue să-și reprezinte cluburile de proveniență, dar numai pentru echipele de tineret și de rezervă. A jucat 19 meciuri în total pentru Watford, marcând 4 goluri.
Weimann a revenit la Aston Villa și a jucat primul meci în sezonului 2011-2012, pe 23 august 2011, în a doua rundă a Cupei Ligii, într-un egal acasă împotriva lui Hereford United. El a intrat în a doua repriză în locul lui Darren Bent cu Villa calificându-se datorită unui meci câștigat cu 2-0. Trei zile mai târziu, pe 26 august, a semnat un nou contract cu Aston Villa până în 2014 Dar la doar câteva ore după reînnoirea contractului său cu Aston Villa, Weimann a revenit la Watford la care a fost împrumutat pentru a doua oară, până în ianuarie 2012. El a jucat trei meciuri în campionat pentru Watford împotriva lui Birmingham City, Reading și Barnsley pe tot parcursul lunilor august și septembrie. Cu toate acestea, la mai puțin de o lună mai târziu, pe 23 septembrie, a fost anunțat faptul că Weimann a fost rechemat la clubul de proveniență pentru a-l ajuta să se recupereze după o accidentare.

#### Întoarcerea la Villa
După ce s-a întors la club, Weimann a intrat direct în echipă pentru meciul cu Queens Park Rangers.
După ce a marcat hat-trickuri, fanii au cerut ca Weimann să joace în prima echipă în locul lui Darren Bent care se accidentase într-un meci cu Wigan și avea să lipsească pentru tot restul sezonului.
La 10 martie 2012, după ce a fost înlocuit cu Charles N'Zogbia, Weimann a marcat primul său gol pentru Villa în minutul 92, oferind echipei sale șansa de a obține victoria cu 1-0 asupra lui Fulham. Weimann a reușit să profite ajungând repede la minge și înscriind după ce portarul lui Fulham a respins slab șutul expediat de Gary Gardner. Pe 9 aprilie a înscris un gol împotriva Stoke City într-un meci terminat la egalitate scor 1-1 și a fost aproape de a marca în repriza secundă.
La 10 noiembrie 2012, Weimann a marcat două goluri împotriva lui Manchester United pe Villa Park și ambele goluri au arătat plasamentul și șutul bun de care a dat dovadă Weimann. Meciul s-a terminat în cele din urmă cu 3-2 pentru Manchester United, dar Weimann a primit ovații în picioare din publicului de pe Villa Park când a fost înlocuit. La 11 decembrie 2012, Weimann a marcat două goluri pentru Villa, în meciul cu Norwich City scor 4-1, în urma căruia s-a calificat în semifinala Cupei Ligii. Patru zile mai târziu, a marcat al doilea gol al lui Villa cu Liverpool după o combinație cu Christian Benteke, demonstrând faptul că s-a dezvoltat un parteneriat bun și relații de joc între cei doi. El a marcat apoi împotriva lui Swansea City la 1 ianuarie 2013, marcând din nou dintr-o pasă dată de Benteke. Mai târziu în acea săptămână, a marcat golul victoriei în minutul 83 al meciului din turul trei al Cupei Angliei, împotriva lui Ipswich City, în urma căruia Villa s-a calificat mai departe. După ce a înscris în prima manșă, Weimann, care a intrat ca rezervă, a obținut un gol împotriva lui Bradford City în a doua manșă a semifinalelor. Cu toate acestea, golul marcat în minutul 89 a venit prea târziu pentru Villa, deoarece a fost eliminată după ce a pierdut cu 4-3 la general. Weimann a încheiat sezonul cu 12 goluri în toate competițiile, marcând un gol la trei meciuri.
Weimann a marcat primul gol din sezonul 2013-2014 pe 28 august 2013 cu un șut de la 25 de metri împotriva lui Rotherham United într-o victorie cu 3-0 în Cupa Ligii. A marcat al doilea gol o lună mai târziu, ultimul din victoria cu 3-2 cu Manchester City. La 3 mai 2014, Weimann a marcat două goluri împotriva lui Hull City într-un meci care s-a încheiat cu o victorie de 3-1 și în urma căruia echipa sa și-a asigurat rămânerea în Premier League și pentru sezonul următor.
Weimann a jucat primul meci din sezonul 2014-2015 pentru Villa împotriva Stoke City, în care a marcat singurul gol al partidei în minutul 50 care a condus echipa spre victorie. Cel de-al doilea gol al sezonului marcat de el a fost cel din înfrângerea scor 2-1 cu Hull City pe 31 august 2014, după ce a primit o minge de la Kieran Richardson. Weimann a marcat al treilea gol într-o înfrângere scor 2-1 cu Spurs la Villa Park, fructificând o centrare venită de la Charles N'Zogbia de la 15 metri. Acesta a fost primul gol al lui Villa în 5 meciuri. Weimann a marcat următorul gol într-o partidă terminată la egalitate cu Bournemouth, înscriind al doilea gol într-o victorie cu 2-1 pe Villa Park.

### Derby County
La 18 iunie 2015, Weimann a semnat cu Derby County pe o perioadă de patru ani. A marcat primul său gol pentru noua sa echipă în minutul 7 al victoriei cu 3-0 asupra lui Rotherham United pe 31 octombrie 2015. După ce a început ca titular în doar un meci de campionat în timpul sezonului 2016-2017, Weimann a fost împrumutat la Wolverhampton Wanderers restul sezonului pe 19 ianuarie 2017.
Și-a făcut debutul pentru echipă la 21 ianuarie 2017, intrând pe teren într-o înfrângere cu 1-3 cu Norwich. O săptămână mai târziu, la 28 ianuarie 2017, a fost pentru prima dată titular și a marcat primul său gol pentru club într-o victorie cu 2-1 din Cupa Angliei împotriva lui Liverpool pe Anfield.

### Bristol City
La 3 iulie 2018, Weimann a semnat cu clubul Bristol City un contract pe trei ani, cu o opțiune de prelungire pentru încă un an, pentru o sumă de transfer nedezvăluită.

## Cariera la națională

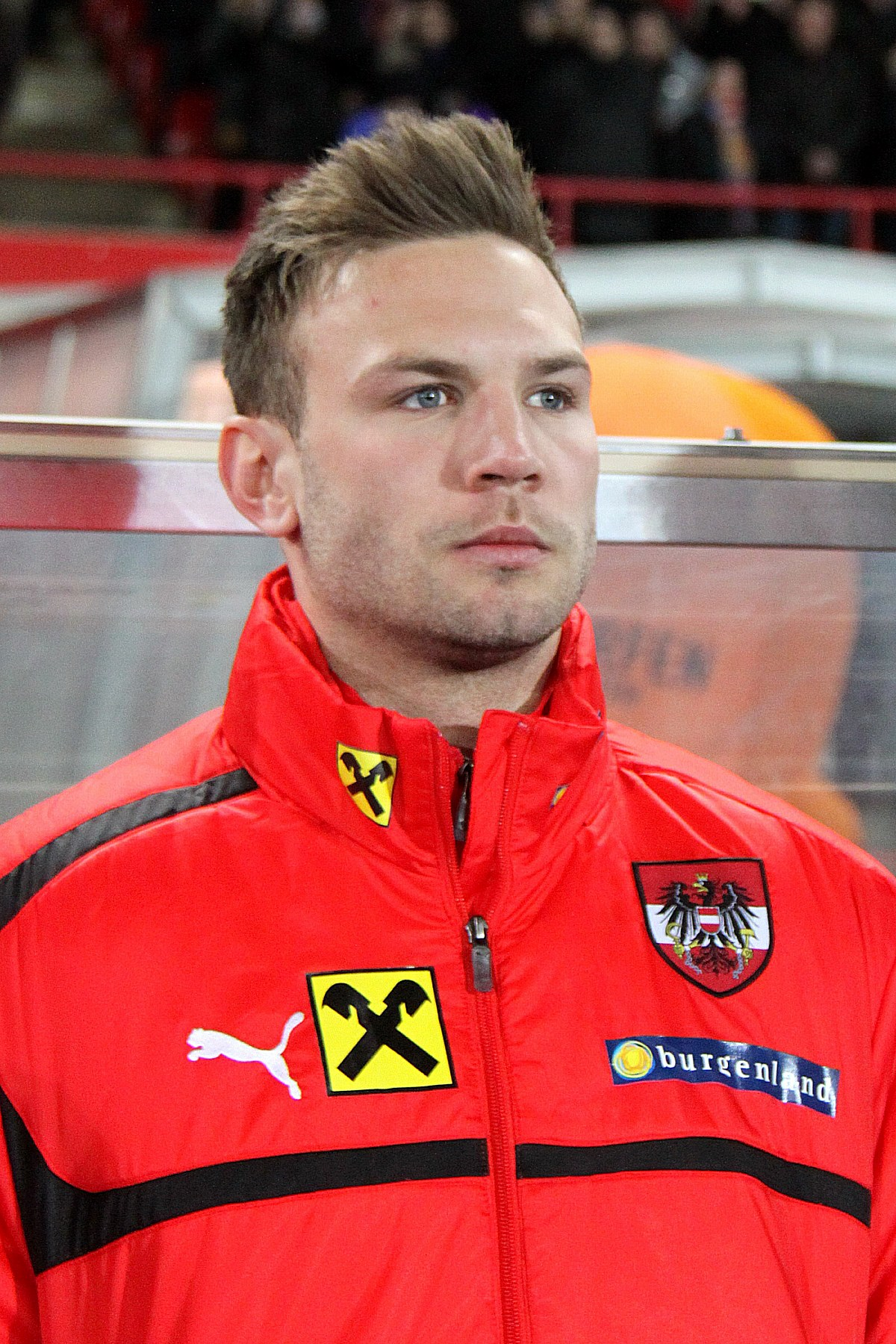
Weimann jucând pentru Austria în 2013

Weimann a reprezentat Austria la categoriile de vârstă sub 17 ani, sub 19 ani și sub de 21 ani. Weimann a marcat la debutul său la categoria sub 21 de ani în fața echipei Scoției U-21 într-un meci de calificare la Campionatul European sub 21 de ani al UEFA în 2011 la 5 septembrie 2009. Weimann a marcat în minutul 57, la doar 2 minute după ce l-a înlocuit pe colegul său Marc Sand. Celelalte două goluri pe care Weimann le-a marcat în calificări au fost împotriva Azerbaidjanului și Albaniei.
În iulie 2010, Weimann a fost chemat la echipa U-19 a Austriei pentru Campionatul European  sub 19 ani al UEFA. Weimann a jucat în toate cele trei meciuri ale Austriei și a jucat împotriva coechipierului său de la Aston Villa, Nathan Delfouneso, într-o înfrângere cu 3-2 împotriva Angliei.
La 12 octombrie 2012, Weimann și-a făcut debutul pentru echipa națională a Austriei împotriva Kazahstanului într-o remiză scor 0-0.